# Julius von Henle

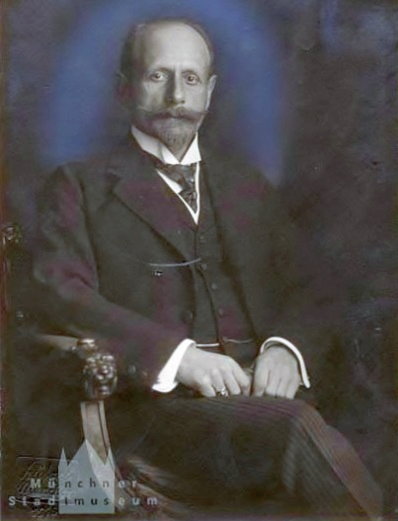
Julius von Henle

Julius Ritter von Henle (* 23. Mai 1864 in Regensburg; † 16. Februar 1944) war ein deutscher Verwaltungsjurist und Regierungsbeamter sowie letzter königlich-bayerischer Regierungspräsident des Kreises Unterfranken und Aschaffenburg.

## Leben
Henle studierte zunächst an der Ludwig-Maximilians-Universität München Rechtswissenschaft. 1883 wurde er im Corps Ratisbonia München aktiv. Als Inaktiver wechselte er an die Universität Leipzig. Nach den Examen trat er in die innere Verwaltung des Königreichs Bayern. 1889 war er beim Magistrat von Regensburg und bei der Regierung der Oberpfalz. Als Bezirksamtsassessor kam er 1890 nach Marktheidenfeld und 1893 zur  Regierung von Unterfranken. Zur Jahrhundertwende berief man ihn als Bezirksamtmann in Hof (Saale). An das Bayerische Staatsministerium des Innern versetzt, wurde er Oberregierungsrat (1905), Ministerialrat (1909) und Ministerialdirektor (1912). Anfang 1917 wurde er Regierungspräsident in Unterfranken und Aschaffenburg. In diesem Amt blieb er bis zur Pensionierung am 1. August 1929.

## Familie
Henle gehörte dem katholischen Glaubensbekenntnis an. 1899 wurde sein Sohn Günter Henle in Würzburg geboren.

## Ehrungen
- Dr. iur. h. c.[2]
- Dr. rer. pol. h. c.[2]
- Ehrensenator der Universität Würzburg[5]